# Миня
 Тази статия е за града Миня.  За едноименната област вижте Миня (област).  
Миня (на арабски: المنيا‎‎) е административен център на област Миня, Египет. Градът е разположен на 245 км (152 мили) южно от столицата на страната – Кайро, по западното крайбрежие на река Нил. Името на града произхожда от древноегипетското Мен-ат Куфу. Населението на града е 254 523 души (по приблизителна оценка от юли 2018 г.).
Миня често е наричан „мостът към Горен Египет“ поради стратегическото си разположение в Среден Египет.
В града има университет, музей, арт галерия и местни тв и радио станции.